# Roches-Noires
Pour les articles homonymes, voir Roches Noires.
Roches-Noires est l'un des trois arrondissements de la préfecture d'Aïn Sebaâ-Hay Mohammadi situé dans la préfecture de Casablanca au sein de la région du Grand Casablanca. 
Cet arrondissement a connu, de 1994 à 2004 (années des derniers recensements), une hausse de population, passant de 99 210 à 104 310 habitants.
Et d'après un recensement régional, la population de l'arrondissement des Roches-Noires a très peu augmenté en quatre ans et serait au nombre de 105 237 en 2008.